# 上科斯滕茨
上科斯滕茨是德国莱茵兰-普法尔茨州的一个市镇。总面积5.84平方公里，总人口272人，其中男性142人，女性130人（2011年12月31日），人口密度47人/平方公里。